# Ville Viitaluoma
Ville Viitaluoma (ur. 16 lutego 1981 w Espoo) – fiński hokeista, reprezentant Finlandii.

## Kariera
- Kiekko-Vantaa U16 (1996-1997)
- Kiekko-Vantaa U20 (1998-2000)
- HIFK U18 (1997-1999)
- HIFK U20 (1998-2002)
- HIFK (2001-2004)
  -  Ahmat Hyvinkää (2001)
  -  KJT (2002)
- Pelicans (2004)
- SaiPa (2004-2006)
- Blues (2006-2008)
- HPK (2008-2011)
- Luleå (2011-2012)
- HPK (2012-2014)
- Örebro (2014-2016)
- Vaasan Sport (2016-2017)
- HPK (2017-2018)

Wychowanek klubu TJV. Od 2008 do 2011 i ponownie od czerwca 2012 zawodnik HPK. Od sezonu SM-liiga (2012/2013) kapitan drużyny. Od końca lutego 2014 na czas do końca sezonu 2013/2014 zawodnik szwedzkiego klubu Örebro (wraz z nim jego kolega z zespołu, Jere Sallinen). W czerwcu 2014 podpisał kontrakt z tym klubem. Od kwietnia 2016 zawodnik Vaasan Sport. Od listopada 2017 ponownie gracz HPK. W październiku 2018 ogłosił zakończenie kariery z uwagi na kontuzję.
Został powołany na turniej mistrzostw świata w 2013.

## Sukcesy

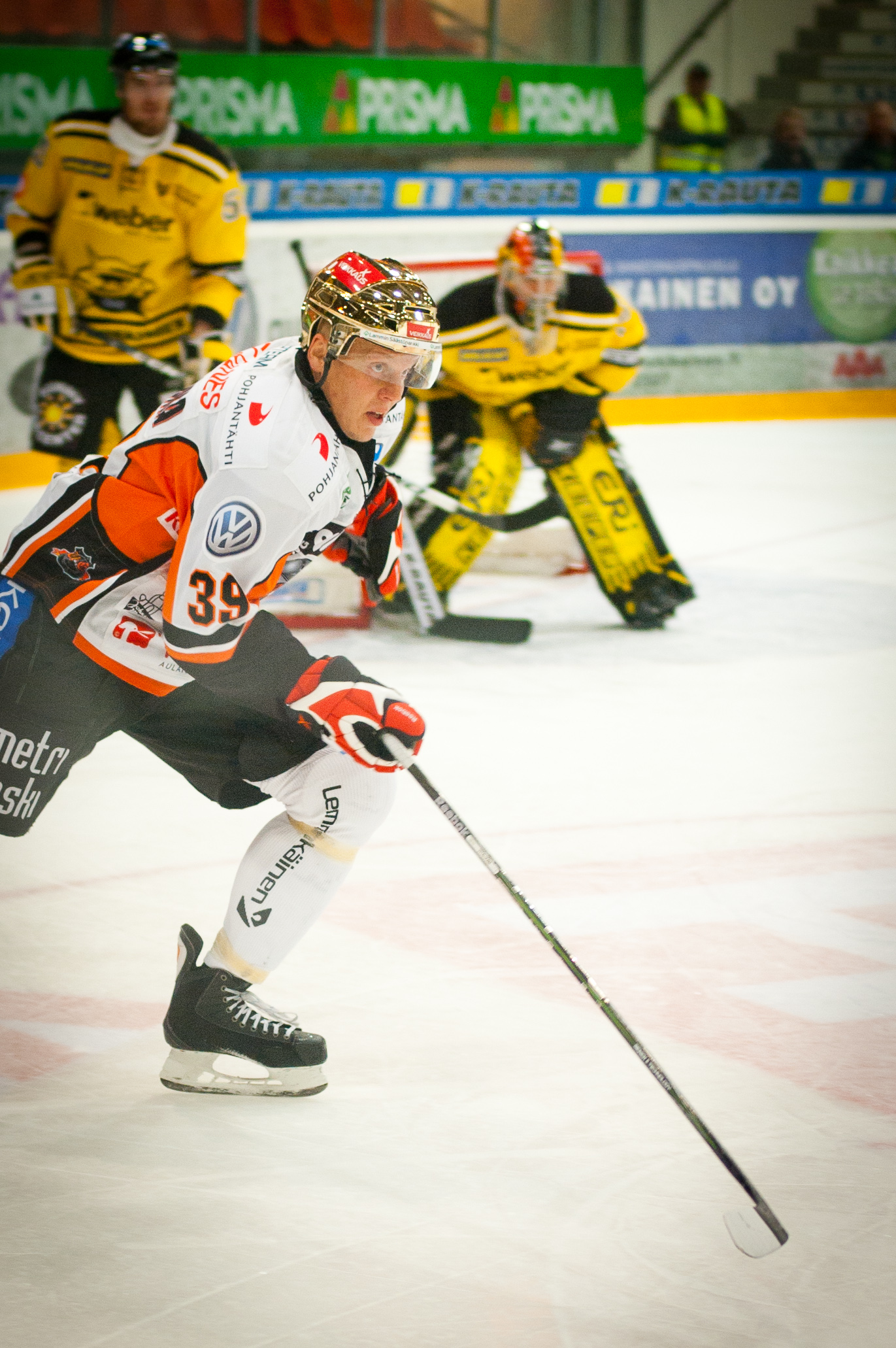
Ville Viitaluoma w barwach HPK (2010)

Klubowe
- Srebrny medal Jr. A SM-liiga: 2001 z HIFK U20
- Brązowy medal Jr. A SM-liiga: 2001 z HIFK U20
- Brązowy medal mistrzostw Finlandii: 2004 z HIFK
- Srebrny medal mistrzostw Finlandii: 2008 z Blues, 2010 z HPK
- European Trophy: 2012 z Luleå

Indywidualne
- Jr. A SM-liiga 2000/2001:
  - Pierwsze miejsce w klasyfikacji kanadyjskiej: 77 punktów
- SM-liiga 2005/2006:
  - Pierwsze miejsce w klasyfikacji strzelców goli w osłabieniu: 4 gole
- SM-liiga (2010/2011):
  - Piąte miejsce w klasyfikacji asystentów w sezonie zasadniczym: 34 asysty[8]
- SM-liiga (2012/2013):
  - Czwarte miejsce w klasyfikacji asystentów w sezonie zasadniczym: 38 asyst[9]
  - Trzecie miejsce w klasyfikacji kanadyjskiej w sezonie zasadniczym: 56 punktów
  - Czwarte miejsce w klasyfikacji +/- w sezonie zasadniczym: +21[10]